# Cá cóc Trung Hoa
Cá cóc Trung Hoa (tên khoa học Paramesotriton chinensis) là một loài kỳ giông trong họ Salamandridae. Nó chỉ được tìm thấy ở Trung Quốc, với khả năng mở rộng từ Trùng Khánh đến Hồ Nam, An Huy, Chiết Giang, Phúc Kiến, Quảng Đông và tỉnh Quảng Tây ở miền Trung Trung Quốc. Môi trường sống tự nhiên của nó là vùng đất thấp rừng, sông và đầm lầy nhiệt đới hoặc cận nhiệt đới. Nó bị đe dọa do mất môi trường sống. 